# Susanne Jaffke-Witt
Susanne Jaffke-Witt, geb. Geist (* 12. Juli 1949 in Halle (Saale)) ist eine deutsche Politikerin (CDU).

## Leben
Nach dem Abitur an einer Erweiterten Oberschule und dem gleichzeitigen Abschluss einer Lehre zum Rinderzüchter begann Susanne Jaffke 1968 ein Studium der Veterinärmedizin an der Humboldt-Universität zu Berlin, welches sie 1973 als Diplom-Veterinärmedizinerin beendete. Nach einer anschließenden Assistenzzeit in Halle/Salle erhielt sie 1974 ihre Approbation als Tierärztin. Danach war sie bis 1979 als staatliche Großtierpraktikerin in Allstedt und von 1979 bis 1990 in Liepen tätig. Sie hat zwei Kinder.
Sie trat 1983 in die damalige CDU der DDR ein und ist seit 2003 Vorsitzende des CDU-Kreisverbandes Uecker-Randow. Seit 2002 ist sie außerdem stellvertretende Landesvorsitzende der Mittelstands- und Wirtschaftsvereinigung der CDU/CSU (MIT) Mecklenburg-Vorpommern.
Von März bis Oktober 1990 war sie Mitglied der ersten frei gewählten Volkskammer der DDR. Sie gehörte zu den 144 von der Volkskammer gewählten Abgeordneten, die am 3. Oktober 1990 Mitglied des Deutschen Bundestages wurden.
Susanne Jaffke ist 1998 und 2002 über die Landesliste Mecklenburg-Vorpommern und sonst stets als direkt gewählte Abgeordnete des Wahlkreises Neustrelitz – Strasburg – Pasewalk – Ueckermünde – Anklam bzw. 2005 des Wahlkreises Neubrandenburg – Mecklenburg-Strelitz – Uecker-Randow in den Bundestag eingezogen. Bei der Bundestagswahl 2005 erreichte sie hier 31,3 % der Erststimmen.
Susanne Jaffke gehörte von 1994 bis 2003 dem Kreistag des Landkreises Ostvorpommern an.

## Ehrungen
- Bundesverdienstkreuz am Bande (25. April 2008)[1]